# Love Me (릴 웨인의 노래)
Love Me는 미국의 힙합 가수 릴 웨인의 노래이다. 드레이크와 퓨처가 피쳐링에 참여했으며, 3월 26일 발매한 앨범 I Am Not a Human Being II에 수록되었다. 빌보드 핫 100차트에서 현재 9위이다.